# Fósforo vermelho

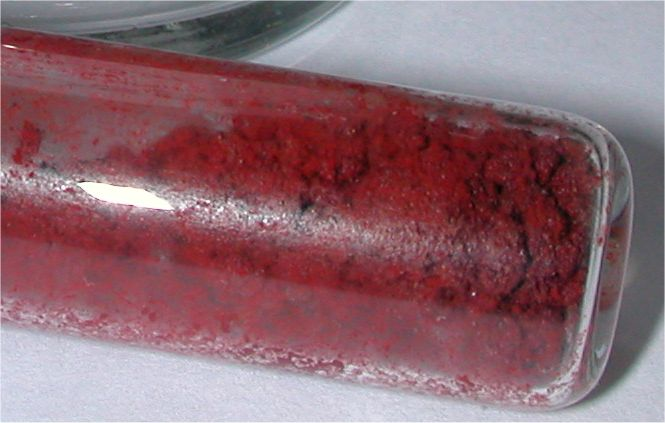
Fósforo vermelho

O fósforo vermelho é a forma alotrópica do fósforo mais comum, resultante da transformação do fósforo branco sob a ação da luz. Não tem necessidade de ficar sob a água ou em ausência de oxigênio pois não reage espontaneamente com o ar, dada sua estabilidade. É utilizado para fazer palitos de fósforo pois pode se inflamar fornecendo energia através de fricção.